# Torneo de las Seis Naciones 2014

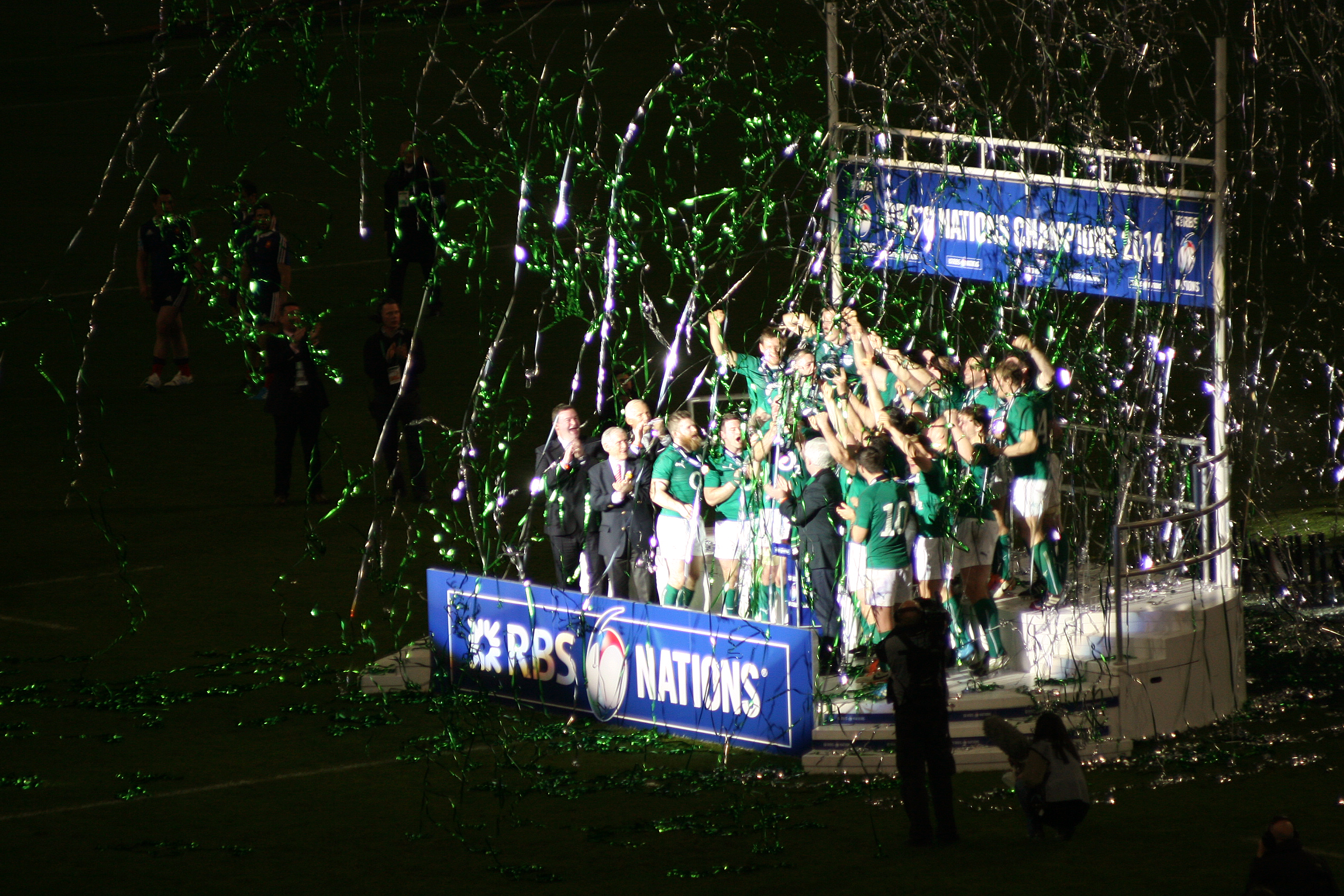
Irlanda se coronó campeón este año al vencer en puntos a Inglaterra

El Torneo de las Seis Naciones 2014 de rugby, o también denominado 2014 RBS 6 Nations debido al patrocinio del Bank of Scotland, fue la decimoquinta edición de este torneo en el formato de Seis Naciones. El torneo empezó el 1 de febrero y concluyó el 15 de marzo de 2014.

## Países participantes
| Selección  | Estadio local       | Capacidad | Ciudad    | Entrenador             | Capitán                      |
| ---------- | ------------------- | --------- | --------- | ---------------------- | ---------------------------- |
| Inglaterra | Twickenham Stadium  | 82,000    | Londres   | Stuart Lancaster       | Chris Robshaw                |
| Francia    | Stade de France     | 81,338    | París     | Philippe Saint-André   | Pascal Papé                  |
| Irlanda    | Aviva Stadium       | 51,700    | Dublín    | Joe Schmidt            | Paul O'Connell/Jamie Heaslip |
| Italia     | Stadio Olimpico     | 73,261    | Roma      | Jacques Brunel         | Sergio Parisse               |
| Escocia    | Murrayfield Stadium | 67,144    | Edimburgo | Scott Johnson Interino | Kelly Brown/Greig Laidlaw    |
| Gales      | Millennium Stadium  | 74,500    | Cardiff   | Warren Gatland         | Sam Warburton                |

## Clasificación
| Posición | País       | Juegos | Juegos | Juegos | Juegos | Puntos  | Puntos   | Puntos | Puntos | Tabla de puntos |
| Posición | País       | J.     | G.     | E.     | P.     | A favor | En cont. | Dif.   | Ensa.  | Tabla de puntos |
| -------- | ---------- | ------ | ------ | ------ | ------ | ------- | -------- | ------ | ------ | --------------- |
| 1        | Irlanda    | 5      | 4      | 0      | 1      | 132     | 49       | +83    | 16     | 8               |
| 2        | Inglaterra | 5      | 4      | 0      | 1      | 138     | 65       | +73    | 14     | 8               |
| 3        | Gales      | 5      | 3      | 0      | 2      | 122     | 79       | +43    | 11     | 6               |
| 4        | Francia    | 5      | 3      | 0      | 2      | 101     | 100      | +1     | 10     | 6               |
| 5        | Escocia    | 5      | 1      | 0      | 4      | 47      | 138      | -91    | 4      | 2               |
| 6        | Italia     | 5      | 0      | 0      | 5      | 63      | 172      | -109   | 7      | 0               |

## Premios especiales
- Grand Slam: desierto.
- Triple Corona:  Inglaterra
- Copa Calcuta:  Inglaterra
- Millennium Trophy:  Inglaterra
- Centenary Quaich:  Irlanda
- Trofeo Garibaldi:  Francia
- Cuchara de madera:  Italia

## Calendario de partidos[1]

### Jornada 1
| 1 de febrero de 2014, 14:30 GMT (UTC+0) | Gales                                                                                                | 23-15   | Italia                                                                     | Millennium Estadio, Cardiff,                                     |                                                                  |
|                                         | try: Cuthbert 3' c S. Williams 37' c con: Halfpenny (2/2) 4', 39' pen: Halfpenny (3/4) 28', 66', 73' | Reporte | try: Campagnaro (2) 42' m, 68' c con: Allan (1/2) 69' pen: Allan (1/2) 13' | Asistencia: 66,974 espectadores Árbitro(s): John Lacey (Irlanda) | Asistencia: 66,974 espectadores Árbitro(s): John Lacey (Irlanda) |

| 1 de febrero de 2014, 18:00 CET (UTC+1) | Francia | 26-24   | Inglaterra                                                                                       | Stade de France, Saint Denis,                                   |                                                                 |
|                                         | try: Huget (2) 1' m, 17' m Fickou 76' c con: Doussain (0/2) Machenaud (1/1) 78' pen: Doussain (2/2) 10', 22' Machenaud (1/1) 69' | Reporte | try: Brown 36' m Burrell 47' c con: Farrell (1/2) 48' pen: Farrell (2/2) 5', 42' Goode (1/1) 72' | Asistencia: 78,763 espectadores Árbitro(s): Nigel Owens (Gales) | Asistencia: 78,763 espectadores Árbitro(s): Nigel Owens (Gales) |

| 2 de febrero de 2014, 15:00 GMT (UTC+0) | Irlanda | 28-6    | Escocia                               | Aviva Estadio, Dublín,                                                |                                                                       |
|                                         | try: Trimble 40' m Heaslip 46' c R. Kearney 70' c con: Sexton (2/3) 47', 72' pen: Sexton (3/3) 13', 22', 56' | Reporte | try: con: pen: Laidlaw (2/3) 18', 42' | Asistencia: 51,000 espectadores Árbitro(s): Craig Joubert (Sudáfrica) | Asistencia: 51,000 espectadores Árbitro(s): Craig Joubert (Sudáfrica) |

### Jornada 2
| 8 de febrero de 2014, 14:30 GMT (UTC+0) | Irlanda | 26-3    | Gales                                                      | Aviva Estadio, Dublín,                                                |                                                                       |
|                                         | try: Henry 31' c Jackson 78' c con: Sexton (1/1) 33' Jackson (1/1) 79' pen: Sexton (4/5) 7', 16', 45', 55' | Reporte | try: · con: · pen: Halfpenny (1/1) 55' · Mike Phillips 79' | Asistencia: 51,045 espectadores Árbitro(s): Wayne Barnes (Inglaterra) | Asistencia: 51,045 espectadores Árbitro(s): Wayne Barnes (Inglaterra) |

| 8 de febrero de 2014, 17:00 GMT (UTC+0) | Escocia                                            | 0-20    | Inglaterra                                                                                            | Murrayfield Estadio, Edimburgo,                                     |                                                                     |
|                                         | try: · con: · pen: Laidlaw (0/2) · Alex Dunbar 51' | Reporte | try: Burrell 14' c Brown 58' c con: Farrell (2/2) 15', 59' pen: Farrell (1/4) 28' drop: Care (1/1) 5' | Asistencia: 67,144 espectadores Árbitro(s): Jérôme Garcès (Francia) | Asistencia: 67,144 espectadores Árbitro(s): Jérôme Garcès (Francia) |

| 9 de febrero de 2014, 16:00 CET (UTC+1) | Francia | 30-10   | Italia                                                                                                | Stade de France, Saint Denis,                                       |                                                                     |
|                                         | try: Picamoles 42' c · Fofana 45' c · Bonneval 51' c · con: Doussain (3/3) 43', 46', 52' · pen: Doussain (3/5) 26', 33', 38' · Rabah Slimani 70' · Sébastien Vahaamahina 69' | Reporte | try: Iannone 76' c · con: Orquera (1/1) 77' · pen: Allan (1/2) 28' · Garcia (0/2) · Michele Rizzo 70' | Asistencia: 78,700 espectadores Árbitro(s): Jaco Peyper (Sudáfrica) | Asistencia: 78,700 espectadores Árbitro(s): Jaco Peyper (Sudáfrica) |

### Jornada 3
| 21 de febrero de 2014, 20:00 GMT (UTC+0) | Gales                                                                                               | 27-6    | Francia                                             | Millennium Estadio, Cardiff,                                        |                                                                     |
|                                          | try: North 5' m Warburton 63' c con: Halfpenny (1/2) 63' pen: Halfpenny (5/6) 2', 9', 19', 34', 40' | Reporte | try: con: pen: Doussain (1/2) 16' Plisson (1/2) 31' | Asistencia: 73,086 espectadores Árbitro(s): Alain Rolland (Irlanda) | Asistencia: 73,086 espectadores Árbitro(s): Alain Rolland (Irlanda) |

| 21 de febrero de 2014, 14:30 CET (UTC+1) | Italia                                                                                        | 20-21   | Escocia | Stadio Olimpico, Roma,                                              |                                                                     |
|                                          | try: Allan 39' c Furno 70' c con: Allan (1/1) 40' Orquera (1/1) 72' pen: Allan (2/3) 13', 31' | Reporte | try: Dunbar (2) 53' m, 67' c con: Laidlaw (0/1) Weir (1/1) 67' pen: Laidlaw (2/2) 22', 45' drop: Weir (1/1) 79' | Asistencia: 66,271 espectadores Árbitro(s): Steve Walsh (Australia) | Asistencia: 66,271 espectadores Árbitro(s): Steve Walsh (Australia) |

| 22 de febrero de 2014, 16:00 GMT (UTC+0) | Inglaterra                                                         | 13-10   | Irlanda                                                        | Twickenham Estadio, Londres,                                          |                                                                       |
|                                          | try: Care 56' c con: Farrell (1/1) 56' pen: Farrell (2/3) 24', 53' | Reporte | try: Kearney 41' c con: Sexton (1/1) 42' pen: Sexton (1/1) 49' | Asistencia: 81,835 espectadores Árbitro(s): Craig Joubert (Sudáfrica) | Asistencia: 81,835 espectadores Árbitro(s): Craig Joubert (Sudáfrica) |

### Jornada 4
| 8 de marzo de 2014, 14:30 GMT (UTC+0) | Irlanda | 46-7    | Italia                                       | Aviva Estadio, Dublín,                                            |                                                                   |
|                                       | try: Sexton (2) 6' c, 59' m Trimble 37' c Healy 52' m Cronin 68' c McFadden 77' c McGrath 80' m con: Sexton (2/4) 6', 39' Jackson (2/3) 69', 77' pen: Sexton (1/1) 31' | Reporte | try: Sarto 24' c con: Orquera (1/1) 25' pen: | Asistencia: 52,000 espectadores Árbitro(s): Nigel Owens (Irlanda) | Asistencia: 52,000 espectadores Árbitro(s): Nigel Owens (Irlanda) |

| 8 de marzo de 2014, 17:00 GMT (UTC+0) | Escocia                                                                                     | 17-19   | Francia                                                                                        | Murrayfield Estadio, Edimburgo,                                           |                                                                           |
|                                       | try: Hogg 12' c Seymour 22' c con: Laidlaw (2/2) 13', 22' pen: Laidlaw (0/1) Weir (1/2) 61' | Reporte | try: Huget 45' c con: Machenaud (1/1) 46' pen: Machenaud (3/4) 1', 10', 16' Doussain (1/1) 78' | Asistencia: 67,144 espectadores Árbitro(s): Chris Pollock (Nueva Zelanda) | Asistencia: 67,144 espectadores Árbitro(s): Chris Pollock (Nueva Zelanda) |

| 9 de marzo de 2014, 15:00 GMT (UTC+0) | Inglaterra                                                                                         | 29-18   | Gales                                                      | Twickenham Estadio, Londres,                                       |                                                                    |
|                                       | try: Care 4' c Burrell 33' c con: Farrell (2/2) 5', 34' pen: Farrell (5/5) 18', 26', 45', 54', 58' | Reporte | try: con: pen: Halfpenny (6/6) 8', 22', 30', 37', 40', 56' | Asistencia: 81,641 espectadores Árbitro(s): Romain Poite (Francia) | Asistencia: 81,641 espectadores Árbitro(s): Romain Poite (Francia) |

### Jornada 5
| 15 de marzo de 2014, 13:30 CET (UTC+1) | Italia                                                       | 11-52   | Inglaterra | Stadio Olimpico, Roma,                                               |                                                                      |
|                                        | try: Sarto 68' m con: Allan (0/1) pen: Orquera (2/2) 6', 22' | Reporte | try: Brown (2) 12' c, 37' c Farrell 31' c Nowell 52' c Vunipola 60' c Tuilagi 67' c Robshaw 80+1' c con: Farrell (7/7) 13', 32', 39', 53', 61', 67', 80+2' pen: Farrell (1/1) 10' | Asistencia: 71,257 espectadores Árbitro(s): Pascal Gaüzère (Francia) | Asistencia: 71,257 espectadores Árbitro(s): Pascal Gaüzère (Francia) |

| 15 de marzo de 2014, 14:45 GMT (UTC+0) | Gales | 51-3    | Escocia                         | Millennium Estadio, Cardiff,                                        |                                                                     |
|                                        | try: L. Williams 15' c North (2) 33' c, 41' m Roberts (2) 38' c, 47' c Faletau 52' m R. Williams 73' c con: Biggar (4/6) 15', 23', 39', 48' Hook (1/1) 74 pen: Biggar (2/2) 8', 23' | Reporte | try: con: pen: Laidlaw (1/3) 3' | Asistencia: 73,547 espectadores Árbitro(s): Jérôme Garcès (Francia) | Asistencia: 73,547 espectadores Árbitro(s): Jérôme Garcès (Francia) |

| 15 de marzo de 2014, 19:00 CET (UTC+1) | Francia | 20-22   | Irlanda                                                                                     | Stade de France, Saint Denis,                                       |                                                                     |
|                                        | try: Dulin 30' c Szarzewski 62' c con: Machenaud (2/2) 31', 63' pen: Machenaud (2/2) 1', 14' Doussain (0/1) | Reporte | try: Sexton (2) 20' m, 46' c Trimble 25' c con: Sexton (2/3) 26', 47' pen: Sexton (1/2) 52' | Asistencia: 78,337 espectadores Árbitro(s): Steve Walsh (Australia) | Asistencia: 78,337 espectadores Árbitro(s): Steve Walsh (Australia) |